# Chênex
Chênex is een gemeente in het Franse departement Haute-Savoie (regio Auvergne-Rhône-Alpes) en telt 461 inwoners (2005). De plaats maakt deel uit van het arrondissement Saint-Julien-en-Genevois.

## Geografie
De oppervlakte van Chênex bedraagt 5,4 km², de bevolkingsdichtheid is 85,4 inwoners per km².
De onderstaande kaart toont de ligging van Chênex met de belangrijkste infrastructuur en aangrenzende gemeenten.

## Demografie
Onderstaande figuur toont het verloop van het inwonertal (bron: INSEE-tellingen).